# غيليس كولر
غيليس كولر (بالفرنسية: Gilles Kohler)‏ هو عارض وممثل فرنسي، ولد في 18 نوفمبر 1948 في فرنسا.

## وصلات خارجية
- غيليس كولر على موقع IMDb (الإنجليزية)
- غيليس كولر على موقع أول موفي (الإنجليزية)
- غيليس كولر على موقع قاعدة بيانات الفيلم (الإنجليزية)